# Hoyaer Fehde

Wappen der Stadt Bremen
Wappen der Grafschaft Hoya

Die Hoyaer Fehde war ein politischer und kriegerischer Konflikt von 1351 bis 1359 zwischen der Hansestadt Bremen und den Grafen von Hoya, aber auch zwischen dem Erzbischof des Bistums Bremen Gottfried von Arnsberg und Moritz von Oldenburg.

## Vorgeschichte
Otto I. Graf von Oldenburg wurde 1344 Erzbischof vom Bistum Bremen. Da er kränkelte, führte der Domdekan Moritz von Oldenburg die Geschäfte. 1348 verstarb Otto. Zwei Kandidaten standen als Nachfolger zur Wahl an: Moritz von Oldenburg und Gottfried von Arnsberg (1285–1363), bis 1349 Bischof von Osnabrück. Moritz wurde von der Mehrheit der Domherren gewählt. Gottfried jedoch wurde, unterstützt von der Familie der Grafen von Hoya und vom Avignon-Papst Clemens VI., zum  Erzbischof von Bremen ernannt. Der Bremer Rat schwankte zwischen den beiden Lagern verschiedentlich hin und her. Die Ratsmehrheit war einerseits auf der Seite von Moritz und schloss ein Landfriedensbündnis. Gottfried konnte aber andererseits einige Sprecher der Gemeinde für sich gewinnen und der Rat musste nachgeben. Am 6. Januar 1350 zog Gottfried in Bremen ein. In der Folge kam es zu einer kriegerischen Auseinandersetzung zwischen beiden Lagern, die als Bremer Erzbischofsfehde bezeichnet wird und in deren Verlauf sich Moritz und seine Verbündeten gegen die durch einen Ausbruch der Pest geschwächte Stadt behaupten konnten. Am 13. Juli 1350 einigten sich die Gegner auf einen Waffenstillstand, klärten in einem Schiedsgerichtsverfahren die Differenzen und schlossen sogar am 12. September 1350 ein Bündnis. Gottfried blieb nominell Erzbischof, aber Moritz übte als Amtmann des Erzstiftes die Macht aus.

## Die Fehde von 1351 bis 1359
Gottfried hielt sich nun zumeist in der Hauptburg des Grafen von Hoya auf und war von diesem vollständig abhängig. Das einwohnergeschwächte Bremen ließ mehrere Jahre erheblich mehr Zuwanderungen aus dem Umland zu, und frühere Leibeigene erwarben nach einem Jahr in Bremen ihre Bürgerfreiheit. Ein Konflikt zwischen Bremen und Hoya entwickelte sich. 1356 beanspruchte der Graf von Hoya für einige seiner umgezogenen Eigenleute – nunmehr freie Bürger – die Auslieferung, da diese in seinen ebenfalls durch die Pest geschwächten Gebieten in der Landwirtschaft fehlten. Den in ihrer Freiheit bedrohten Neubürgern gelang es, dass Bremen dem Auslieferungsbegehren von Hoya nicht entsprach. 
Bei der daraus sich entwickelnden Fehde war Bremen verbündet mit Moritz, dem Amtmann des Erzstiftes; dagegen standen die Grafschaft Hoya, die als Verbündeten den starken, gerade zum Herzog von Jülich erhobenen Wilhelm I. gewann. Am 20. Juni 1358 verlor Bremen ein Gefecht an der Aller. 150 Bürger, darunter acht von zwölf Ratsherren, gerieten in Gefangenschaft. Für deren Freilassung musste Bremen hohe Auslösesummen an Hoya zahlen.

### Kosten und drohende Hansesanktionen
Die Kosten für den Krieg und für die Gefangenenauslösungen führten zu einer Zahlungsunfähigkeit Bremens. Hohe Vermögensteuern (Schoss) waren danach erforderlich. Zu dieser Zeit führte 1358 die Hanse einen Boykott gegen Flandern durch. Bremen war damals zwischenzeitlich nicht Mitglied der Hanse. Bremer Kaufleute witterten gute Geschäfte mit Flandern und durchbrachen den Boykott. Die Hanse protestierte, verlangte eine Rechtfertigung und drohte mit Sanktionen gegen Bremen. Die Bremer Kaufleute forderten nun vom Rat der Stadt Bremen ein Einlenken. Das finanziell geschwächte Bremen musste deshalb durch Bernhard von Dettenhusen und Albert Doneldey, zwei Vertreter der Wittheit (Vertreter der Kaufmannschaft), in Lübeck sehr demütig um Wiederaufnahme in die Hanse bitten und sodann den Flandern-Boykott und Hamburg bei der Bekämpfung der Seeräuber in der Elbe unterstützen. Erst im Juni 1359 kehrten einige der gefangenen Ratsherren von Hoya nach Bremen zurück.

### Landfrieden und Folgen
Am 3. April 1362 wurde der junge Erzbischof Albert II. von Braunschweig-Wolfenbüttel in Bremen feierlich empfangen und bestätigte die alten bremischen Privilegien. Er war bereit, in der Fehde mit dem Grafen von Hoya zu schlichten, und brachte alle Parteien für einen großen Landfrieden zusammen. Wahrscheinlich erfolgte das 1363 verbunden mit einer Erörterung über die Entschädigung der Söldner. Die Erhebung der Steuer (Schoss) für die Kosten durch Krieg, Gefangenenauslösungen und Söldnerentschädigungen sowie soziale Spannungen führten 1366 zum Bannerlauf als Protest der Unterschicht und Handwerker gegen den Bremer Rat und die Oberschicht.